# Домброва Тарновска
Домброва Тарновска (пољ. Dąbrowa Tarnowska) је град у Пољској у Војводству Малопољском у Повјату домбровски. Према попису становништва из 2011. у граду је живело 11.788 становника.
.

## Становништво
Према прелиминарним подацима са пописа, у граду је 2011. живело 11.788 становника.
| 2002.  | 2011.  | 2012.  |
| ------ | ------ | ------ |
| 11.241 | 11.788 | 11.861 |

## Партнерски градови
- Будимпешта XVIII округ